# Géraldine Pons
Géraldine Pons est une présentatrice et journaliste sportive française. Évoluant au sein d'Eurosport France depuis 2001, elle y a présenté de nombreuses émissions et couvert durant dix ans le patinage artistique, avant d'être promue directrice des sports en 2018.

## Biographie

### Jeunesse, formation et débuts
Géraldine Pons grandit en étant passionnée par la danse. Après une prépa littéraire menée au lycée Camille-Jullian, elle s'oriente vers une licence d'anglais puis fréquente l'IUT de journalisme de Bordeaux de 1995 à 1997. Elle réalise plusieurs collaborations en tant que reporter pigiste pour Sud Ouest, dont une d'un an au siège de Bordeaux.
En octobre 1997, la jeune femme intègre la chaîne d'information du groupe TF1 LCI en tant que rédactrice de reportages et présentatrice des journaux. Souhaitant être critique de cinéma ou présenter une émission médicale, elle est encouragée par son époux à se diriger vers le journalisme sportif. En 2000, elle est ainsi à la présentation du journal de la semaine de Téléfoot sur TF1.

### Carrière chez Eurosport
En 2001, après un casting auprès de Roger Zabel, à l'époque dirigeant d'Eurosport qui appartenait alors au groupe TF1, elle intègre la chaîne sportive. Débutant à la présentation des journaux du week-end ainsi que de l'émission Autour de la coupe, elle passe ensuite à l'animation d'émissions spécialisées et de tranches de direct. Au fil des années, elle fait aussi du commentaire ainsi que de l'édition, de la voix off et de la préparation de sujets. La journaliste couvre ainsi de nombreux événements que ce soit à la présentation mais aussi en tant qu'envoyée spéciale ou en bord de terrain, avec en premier lieu la Coupe du monde de football 2002 en présentant l'émission La Soirée au côté de Roger Zabel.
Géraldine Pons se spécialise aussi sur le patinage artistique qu'elle suit pendant dix années,. Elle commente ainsi les principaux galas et compétitions de chaque saison, accompagné par un consultant tel que Philippe Pélissier. À partir du Skate Canada 2011, Alban Préaubert vient en renfort pour former un trio pendant la saison 2011-2012. Elle suit également de près l'équitation.
De novembre 2015 à mars 2016, elle présente en compagnie de Nicolas Deuil Demain je m'y mets sur Eurosport 2, une émission de sport bien-être et sociétale,.
En 2017, elle est nommée rédactrice en chef pour le rugby et l'équitation.
En 2018, elle est promue directrice des sports d'Eurosport France,. Elle arrête ainsi la présentation, après avoir été à la tête de nombreux magazines jusqu'à cette date, tels qu'Au Contact, Double Dames, Campus, Hors-Piste ou encore 24h du Sport Féminin,. C'est par ailleurs la première patronne d'une rédaction sportive.

## Engagements
Géraldine Pons est la présidente du jury du 7e Prix Denis-Lalanne 2018. Elle est aussi membre du jury des Trophées Sport et Management.
Elle fait partie des administrateurs de Sporsora, une organisation interprofessionnelle qui regroupe des acteurs de l'économie du Sport.
Elle témoigne dans le livre Sport & Fierté réalisé par Sport et Citoyenneté et la Fondation FIER en faveur de l'inclusion des personnes LGBTQI+ dans le sport.
En 2021, elle témoigne également dans le cadre du documentaire Je ne suis pas une salope, je suis une journaliste,.

## Vie privée
Géraldine Pons est mère de trois enfants.